# Negromantis modesta
Negromantis modesta es una especie de mantis de la familia Iridopterygidae.

## Distribución geográfica
Se encuentra en Ghana y Camerún.